# مارتین دویچ
مارتین دویچ (آلمانی: Martin Deutsch؛ زاده ۲۹ ژانویهٔ ۱۹۱۷ درگذشته ۱۶ اوت ۲۰۰۲) یک دانشمند در زمینه اهل ایالات متحده آمریکا بود.